# Кобі (Чечня)
Кобі (рос. Коби) — село у Шелковському районі Чечні Російської Федерації.
Населення становить 2147 осіб (2019). Входить до складу муніципального утворення Кобинське сільське поселення.

## Історія
Згідно із законом від 14 липня 2008 року органом місцевого самоврядування є Кобинське сільське поселення.

## Населення
| 1926  | 1990  | 2002  | 2010  | 2012  | 2013  | 2014  |
| ----- | ----- | ----- | ----- | ----- | ----- | ----- |
| 288   | ↗1024 | ↗1507 | ↗1805 | ↗1891 | ↗1950 | ↗1999 |
| 2015  | 2016  | 2017  | 2018  | 2019  |       |       |
| ↗2071 | ↗2110 | ↗2118 | ↗2136 | ↗2147 |       |       |